# Volda kommun
Volda kommun (norska: Volda kommune) är en kommun i landskapet Sunnmøre i Møre og Romsdal fylke i västra Norge. Kommunens centralort är tätorten Volda. 

## Administrativ historik
När Norges kommuner etablerades 1837 inrättades Volda formandskabsdistrikt.
1883 delades kommunen och Ørsta kommun bildades. 1893 överfördes ett område med 13 invånare från Ørsta kommun. 1924 avskildes Dalsfjord som egen kommun. 1964 bildades den nuvarande kommunen genom att Dalsfjords kommun återförenades med Volda kommun.
Den 1 januari 2020 utvidgades Volda kommun med den då upplösta Hornindals kommun i dåvarande Sogn og Fjordane fylke samt ett mindre område i Ørsta kommun.

## Kommunvapen
I samband med kommunsammanslagningen 2020 fick kommunen ett nytt kommunvapen som kombinerar motiven från Volda respektive Hornindals gamla kommunvapen.

### Upphörda kommunvapen inom den nuvarande kommunen

Hornindals kommun (1987–2019)
Volda kommun (1987–2019)

## Tätorter
I Volda kommun finns tre tätorter:
- Grodås
- Mork
- Volda (centralort)

## Socknar
Inom Norska kyrkan är Volda kommun sedan utvidgningen 2020 indelad i sex socknar:
- Austefjords socken
- Dalsfjords socken
- Hornindals socken
- Kilsfjords socken
- Storfjordens socken
- Volda socken

Socknarna ingår i Søre Sunnmøre prosteri i Møre stift.